# Sarah Woodward
Sarah Woodward (3 april 1963, Londen) is een Brits actrice. 

## Biografie
Woodward werd geboren in Londen als dochter van Edward Woodward, die later hertrouwde met Michele Dotrice, in een gezin van drie kinderen waaronder haar broer Peter. Zij is door haar stiefmoeder ook een nicht van Karen Dotrice. 

## Carrière
Woodward begom in 1987 met acteren voor televisie in de film The Two of Us, waarna zij nog meerdere rollen speelde in films en televisieseries. 
Naast het acteren voor televisie is zij ook actief in het theater, zo speelde zij eenmalig in 2000 op Broadway als Charlotte in het toneelstuk The Real Thing. Voor deze rol werd zij genomineerd voor een Tony Award. In 1998 werd zij ook genomineerd voor een Laurence Olivier Award voor haar bijrol in het toneelstuk Tom and Clem die zij speelde op een off-Broadway theater. 

## Filmografie

### Films
Uitgezonderd korte films.
- 2022 Maryland - als Fury
- 2020 Supernova - als Sue
- 2020 Sitting in Limbo - als Rhona
- 2012 Loving Miss Hatto - als Birdy
- 2011 National Theatre Live: The Cherry Orchard - als Charlotta
- 2011 The Merry Wives of Windsor - als Mistress Ford
- 2004 Charlie - als Alison, secretaresse in warenhuis
- 2003 Hear the Silence - als hoofdmeester
- 2003 Bright Young Things - als zuster Clemency
- 2003 Final Demand - als DS Brown
- 2003 I Capture the Castle - als Leda Fox-Cotton
- 2002 Doctor Sleep - als politie inspecteur Hilary Ash
- 2000 The Real Thing - als Charlotte
- 1998 The Cater Street Hangman - als Elisabeth Angelo
- 1996 Cries of Silence - als jonge Dorrie

### Televisieseries
Uitgezonderd eenmalige gastrollen.
- 2023 Silent Witness - als commandant Bridget Laing - 2 afl.
- 2021-2022 Professor T. - als Ingrid Snares - 12 afl.
- 2019-2021 Queens of Mystery - als Beth Stone - 12 afl.
- 2020 The Pale Horse - als Clemency Ardingly - 2 afl.
- 2013 The Politician's Husband - als undercover verslaggeefster 1 - 3 afl.
- 2010 DCI Banks - als Jessica Ford - 2 afl.
- 2009-2010 Doctors - als Marion Smithson - 2 afl.
- 2005 The Bill - als CSE Pat Buchanan - 2 afl.
- 1988 Gems - als Philippa Lyons - 6 afl.